# ЗАКА
ЗАКА (івр. זק"א, скорочення від дослівного (івр. זיהוי קורבנות אסון: розпізнання жертв катастроф та лих, англ. ZAKA) — ізраїльська громадська організація, котра об'єднує добровільні рятувальні групи, кожна з яких працює у своєму поліцейському окрузі країни (для Центрального округу таких груп дві, у зв'язку з більшою густотою населення та забудови). Попри добровільний характер її формування, організація офіційно визнана державою, і діє згідно з інформацією про надзвичайні ситуації, одержаною від поліції та інших силових органів.
Добровольці «ЗАКА» (більшість яких є ортодоксальними євреями) допомагають персоналу машин швидкої допомоги Маген Давид Адом, беруть участь в розпізнаванні жертв тероризму, дорожньо-транспортних пригод та інших нещасних випадків, в тому числі коли доводиться проводити збір частин людських тіл і пролитої крові, необхідних для достойного поховання тих, хто загинув. Вони також надають першу допомогу потерпілим, беруть участь в проведенні рятувальних операцій і пошуку пропавших, в тому числі й у пошуково-рятувальних операціях за межами Ізраїлю.
Повна назва організації: «ЗАКА — пошук, порятунок та розпізнання — істинна безкорисливість» (івр. זק"א - איתור חילוץ והצלה — חסד של אמת)». Засновники та добровольці «ЗАКА» надають перевагу цій повній назві як для назви організації, так і для її діяльності («хасед шель емет» — істинна безкорисливість, остання данина померлому), тому що однією з їх цілей є те, щоб тіла жертв, в тому числі й терактів-самовбивств, могли бути поховані відповідно до їх віросповідання; євреїв — відповідно до Галахи, неєвреїв відповідно до рішення їх родин, котрим передають тіла. Вираз «хесед шель емет» має на увазі те, що вчинити добро померлому — це істинна пожертва, тому що він не зможе віддячити за те, що для нього зроблено. 
Організація розпочала свою діяльність у 1989 році, і у 2010 році в її складі було 1500 добровольців. Робота «ЗАКА» заслужила широке визнання як в Ізраїлі, так і за його межами.

## Історія виникнення організації

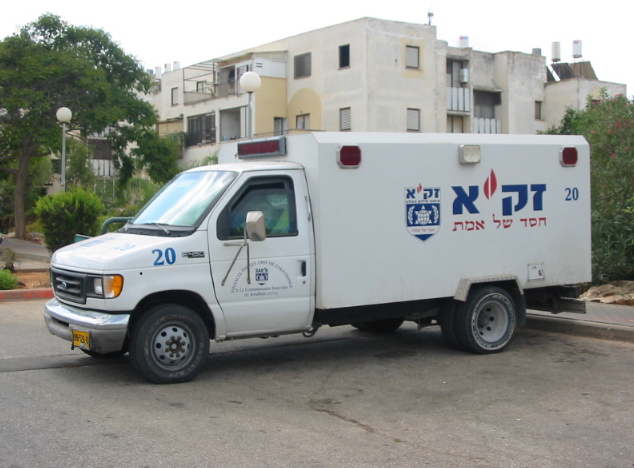
Броньований автомобіль швидкої допомоги для роботи в Юдеї та Самарії

Початком створення організації стало формування групи добровольців на чолі з рабином Елазаром Гельбштейном для допомоги у зборі залишків жертв теракту в автобусі 405 Тель-Авів — Єрусалим у 1989 році, в якому загинуло 16 людей та понад 27 одержали поранення. Наступницею цієї групи стала «ЗАКА», створена на початку 1990-х рр. як некомерційна громадська організація. В ці роки сформувались її єрусалимська група під керівництвом Єхуди Меші Захава і рабином Моше Ейзенбахом та тель-авівська група — на чолі з рабином Цвікою Розенталем. 
У 1995 році нова організація була офіційно визнана ізраїльською владою, і стала працювати в тісному контакті з поліцією в розпізнанні жертв терактів та надзвичайних ситуацій. 
Діяльність організації «ЗАКА» стала особливо потрібною з вересня 2000 року — після початку інтифади Аль-Акса під час серій вибухів терористів-смертників, після котрих тіла загиблих ізраїльтян доводилось збирати по частинах навколо місця вибуху.
У 2004 році група добровольців «ЗАКА» прилетіла в Гаагу (Нідерланди) до будівлі міжнародного суду ООН із залишками автобуса № 19, зруйнованого в результаті вибуху терориста-смертника в Єрусалимі 29 січня 2004 року. Лише в цьому теракті загинули 11 осіб, понад 50 — були поранені, з них 13 — важко поранені. Надалі цей автобус було перевезено у Вашингтон, де його демонстрували разом з портретами 950 ізраїльтян, що загинули на той час в результаті терактів з часу початку інтифади, для того, щоб підштовхнути владу США до дій проти палестинського терору. Пізніше він був також показаний в ряді американських університетів.

## Організація
У 2010 році у складі «ЗАКА» було 1500 добровольців, котрі координували свою діяльність з державними органами в випадках неприродної смерті в результаті терактів, дорожньо-транспортних пригод, кримінальних вбивств та самогубств. Ці добровольці проходять професійну підготовку як парамедики (фельдшери) і готові до надання першої допомоги цілодобово протягом всіх днів тижня. У випадку, якщо потерпілого врятувати не вдається, вживатись необхідні заходи для його достойного поховання.
У складі організації також працюють групи добровольців з числа бедуїнів (більшість в Негеві) мусульман та друзів (в основному, в Галілеї) для надання допомоги жертвам відповідного сектору неєврейських громадян Ізраїлю. У відповідності як з єврейськими, так і з мусульманськими релігійними законами, при підготовці до поховання померлих повинні вживатись особливі заходи, в тому числі максимальна можлива цілісність тіла і збір пролитої крові. Ці підрозділи також працюють і в тих випадках, коли це не можуть робити релігійні євреї, котрі дотримуються Шабату чи святкових днів, оскільки, попри те, що вони можуть порушити святість цих днів для врятування життя («пікуах нефеш»), але при цьому не можуть мати справу з померлими.

## Участь в пошуково-рятувальних операціях за межами Ізраїлю
Наприкінці 2004 — на початку 2005 рр. добровольці організації брали участь в проведенні рятувальних робіт у Таїланді, Шрі-Ланці та Індонезії після підводного землетрусу в цьому районі Індійського океану.
Там їх називали «командою, що спить з мертвими», тому що вони працювали майже цілодобово у буддійській пагоді в Таїланді, яка була перетворена в морг для ідентифікації загиблих в результаті цунамі. Досвід членів організації, здобутий в Ізраїлі в ті періоди, коли вони мали справу з кількома десятками загиблих в тиждень, допоміг ізраїльським судово-медичним групам розпізнавати загиблих швидше, ніж багато таких груп, котрі діяли у Таїланді після катастрофи.
У лютому 2007 року «ЗАКА», за завданням Міністерства оборони Ізраїля, відправила у Париж групу в складі 10 людей, в основному, підводників для пошуків зниклого ізраїльтянина.
У листопаді 2008 року добровольці «ЗАКА» були відправлені у Мумбаї  після серії терористичних атак в Індії (понад 100 загиблих), включаючи напад на Єврейський центр в цьому місті, в результаті якого загинули 9 осіб.
Після руйнівного землетрусу на Гаїті у 2010 році 6 добровольців «ЗАКА» брали участь в міжнародній команді. котра прибула в країну для пошуку і порятунку потерпілих. У результаті їх спільної з мексиканською воєнною делегацією та єврейськими волонтерами з Мехіко співпраці, у перший день після їх прибуття було врятовано 8 студентів, котрі стали жертвами завалу восьмиповерхової будівлі університету Порт-о-Пренс.
На початку 2011 року групи добровольців «ЗАКА» брали участь у пошуково-рятувальних роботах у Японії після землетрусу і викликаного ним цунамі.

## Визнання
Відданість волонтерів «ЗАКА» своїй справі та їх професіоналізм в найскладніших трагічних ситуаціях заслужили широке громадське визнання та захоплення їхньою роботою як у Ізраїлі, так і за його межами. Це дозволило «ЗАКА» задіювати значну кількість нових волонтерів у своїх акціях., а з ростом грошових пожертв — закупити сучасне обладнання, аптечки невідкладної допомоги, машини швидкої допомоги, апарати мобільного зв'язку і мотоцикли для швидкого реагування і доставки добровольців до місця подій. 
Збільшення громадської репутації та пожертвувань дозволили організації розширити сферу своєї діяльності, і тепер, крім рятувальних робіт та розпізнання загиблих, її добровольці надають допомогу людям похилого віку та проводять профілактичну роботу із запобігання ДТП.
У 2003 році, одному із засновників «ЗАКА» Ієгуді Меші Захаву, була надана висока честь запалювання почесного факела на офіційній церемонії в честь Дня незалежності Ізраїлю, що традиційно проводиться на горі Герцля в Єрусалимі, біля місця поховання засновника сучасного сіонізму Теодора Герцля.

## Зовнішні посилання
- Інтернет-сайти «ЗАКА» 
  - US Friends of ZAKA [Архівовано 1 червня 2020 у Wayback Machine.] (англ.)
  - British Friends of ZAKA [Архівовано 19 січня 2012 у Wayback Machine.] (англ.)
  - Canadian Friends of ZAKA [Архівовано 18 січня 2012 у Wayback Machine.] (англ.)
  - Les amis français de ZAKA [Архівовано 18 січня 2012 у Wayback Machine.] (фр.)
  - Amici italiani di ZAKA [Архівовано 19 грудня 2011 у Wayback Machine.] (італ.)
- ZAKA: Always There When Terror Strikes, by Linda Feinberg [Архівовано 27 травня 2012 у Wayback Machine.] aish.com (англ.)